# Lámpara de Carcel

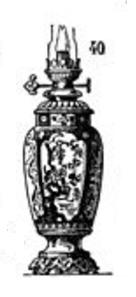
Una lámpara Carcel decorada del. Un mecanismo de relojería en su base bombea el pesado aceite vegetal desde su depósito en forma de jarrón hasta el quemador.

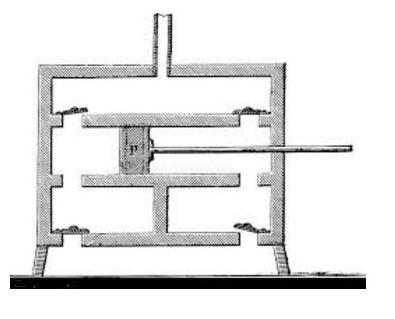
Esquema de la bomba empleada para alimentar con aceite el quemador de una lámpara Carcel de 1800. La bomba estaba sumergida en el depósito de aceite de la lámpara. El pistón era impulsado por un mecanismo de relojería, que no se muestra.

La lámpara de Carcel fue un instrumento de iluminación eficiente usado en el siglo XIX para usos domésticos, además de una unidad de luminosidad en Francia. Consistía en un quemador cilíndrico tomado de la lámpara de Argand, que en promedio consumía 42 gramos de aceite de colza por hora. El suministro y el flujo de aire eran controlados por un mecanismo de relojería.

## Funcionamiento
La lámpara fue inventada por el relojero francés Bernard Guillaume Carcel (1750–1818) para solucionar los problemas de las lámparas de Argand usadas en aquella época. Los aceites vegetales (principalmente de colza) disponibles eran espesos por lo que a la mecha le costaba empaparse del mismo. Las lámparas de Argand usaban un sistema de alimentación de aceite basado en la gravedad y requería que el depósito estuviese situado a una altura mayor que el quemador, lo que impedía que la luz se proyectase uniformemente en todas direcciones creando una gran sombra detrás del depósito, además de hacer la lámpara algo inestable. Carcel diseñó una lámpara con el depósito debajo del quemador, integrado en el cuerpo de la misma. Para garantizar el flujo constante de aceite, Carcel diseñó e introdujo un mecanismo de relojería en la base de la lámpara que movía una pequeña bomba sumergida en el depósito. La llave para dar cuerda al mecanismo se encontraba en la base de la lámpara.
Otra característica innovadora era que el combustible era bombeado en las fibras de la mecha a un mayor volumen del necesario para arder, por lo que rezumaba a través del extremo superior de la mecha y enfriaba el quemador.
Las mejoras que Carcel atribuyó a su lámpara cuando la patentó en el año 1800 en París fueron la autonomía de la lámpara que se extendía hasta 16 horas sin rellenar, así como su capacidad para funcionar sin necesitar mayor mantenimiento. El aceite podía ser usado hasta la última gota y proporcionaba iluminación suficiente para varias personas al mismo tiempo y con un solo quemador. Como eran lámparas muy costosas y complejas, su popularidad no se extendió más allá de las grandes ciudades principalmente debido a la necesidad de ser devueltas al fabricante en caso de avería. En 1829 se inventó la más sencilla lámpara Moderador, que reemplazó el mecanismo de relojería con un pistón accionado mediante contrapesos para bombear el aceite, finalmente superándola.

## En literatura
— En su novela Ethan Frome (1911), Edith Wharton describe el "mejor bar" como "débilmente iluminado por una gorjeante lámpara Carcel".
— En el primer capítulo de su novela El gatopardo, Giuseppe Tomasi di Lampedusa describe una cena iluminada por "una potente lámpara Carcel colgando precariamente bajo el candelabro de Murano".
— Julio Verne, en el capítulo 2 de la novela El faro del fin del mundo (1905) describe el funcionamiento del faro, mencionando la lámpara: "El aceite las alimentaba (las lentes) en abundancia por un sistema análogo al de la lámpara de Carcel".